# 絲絨荷包魚
絲絨荷包魚，為輻鰭魚綱鱸形目鱸亞目蓋刺魚科的其中一個種。

## 分布
本魚分布於印尼海域。

## 特徵
本魚體卵圓形，吻圓鈍，口小；頭部和體上半部為淺灰色，背鰭和臀鰭邊緣與尾鰭為金黃色，尾鰭具深色斑塊，頭部具黃色及淡藍色斑點。體長可達22公分。

## 生態
本魚棲息在有柳珊瑚、海鞭生長的礁石平台。

## 經濟利用
屬於高價值的觀賞魚。